# Каліон (Арканзас)
Каліон (англ. Calion) — місто (англ. city) в США, в окрузі Юніон штату Арканзас. Населення — 429 осіб (2020).

## Географія
Каліон розташований на висоті 27 метрів над рівнем моря за координатами 33°19′42″ пн. ш. 92°32′25″ зх. д. / 33.32833° пн. ш. 92.54028° зх. д. (33.328406, -92.540187). За даними Бюро перепису населення США в 2010 році місто мало площу 3,74 км², з яких 3,01 км² — суходіл та 0,73 км² — водойми. В 2017 році площа становила 3,45 км², з яких 2,84 км² — суходіл та 0,60 км² — водойми.

## Демографія
Згідно з переписом 2010 року, у місті мешкали 494 особи в 213 домогосподарствах у складі 140 родин. Густота населення становила 132 особи/км². Було 286 помешкань (76/км²).
Расовий склад населення:
| - 72,3 % — білих - 24,7 % — чорних або афроамериканців - 0,4 % — корінних американців |

До двох чи більше рас належало 2,2 %. Іспаномовні складали 2,0 % від усіх жителів.
За віковим діапазоном населення розподілялося таким чином: 21,9 % — особи молодші 18 років, 62,3 % — особи у віці 18—64 років, 15,8 % — особи у віці 65 років та старші. Медіана віку мешканця становила 43,5 року. На 100 осіб жіночої статі у місті припадало 101,6 чоловіків; на 100 жінок у віці від 18 років та старших — 100,0 чоловіків також старших 18 років.
Середній дохід на одне домашнє господарство становив 44 375 доларів США (медіана — 35 833), а середній дохід на одну сім'ю — 57 697 доларів (медіана — 55 556). Медіана доходів становила 55 385 доларів для чоловіків та 21 845 доларів для жінок. За межею бідності перебувало 7,8 % осіб, у тому числі 11,5 % дітей у віці до 18 років та 4,7 % осіб у віці 65 років та старших.
Цивільне працевлаштоване населення становило 153 особи. Основні галузі зайнятості: освіта, охорона здоров'я та соціальна допомога — 39,9 %, виробництво — 27,5 %, будівництво — 7,2 %, фінанси, страхування та нерухомість — 5,2 %.
За даними перепису населення 2000 року в Каліоні мешкало 516 осіб, 146 сімей, налічувалося 219 домашніх господарств і 274 житлових будинки. Середня густота населення становила близько 152 осіб на один квадратний кілометр. Расовий склад Каліона за даними перепису розподілився таким чином: 65,70 % білих, 33,33 % — чорних або афроамериканців, 0,58 % — корінних американців, 0,39 % — представників змішаних рас.
Іспаномовні склали 1,55 % від усіх жителів міста.
З 219 домашніх господарств в 26,5 % — виховували дітей віком до 18 років, 44,7 % представляли собою подружні пари, які спільно проживали, в 17,4 % сімей жінки проживали без чоловіків, 33,3 % не мали сімей. 29,7 % від загального числа сімей на момент перепису жили самостійно, при цьому 14,2 % склали самотні літні люди у віці 65 років та старше. Середній розмір домашнього господарства склав 2,36 особи, а середній розмір родини — 2,89 особи.
Населення міста за віковим діапазоном за даними перепису 2000 року розподілилося таким чином: 24,6 % — жителі молодше 18 років, 7,2 % — між 18 і 24 роками, 24,6 % — від 25 до 44 років, 26,0 % — від 45 до 64 років і 17,6 % — у віці 65 років та старше. Середній вік мешканця склав 40 років. На кожні 100 жінок в Каліоні припадало 89,7 чоловіків, у віці від 18 років та старше — 80,1 чоловіків також старше 18 років.
Середній дохід на одне домашнє господарство в місті склав 25 268 доларів США, а середній дохід на одну сім'ю — 26 042 долара. При цьому чоловіки мали середній дохід в 28 750 доларів США на рік проти 20 000 доларів середньорічного доходу у жінок. Дохід на душу населення в місті склав 13 860 доларів на рік. 25,5 % від усього числа сімей в окрузі і 25,6 % від усієї чисельності населення перебувало на момент перепису населення за межею бідності, при цьому 33,9 % з них були молодші 18 років і 17,2 % — у віці 65 років та старше.

## Економіка
Місто здавна відоме як лісопромисловий центр, хоча все більше уваги приділяється можливостям туризму, пов'язаним із озером Каліон.